# IJsland op het Eurovisiesongfestival 2017

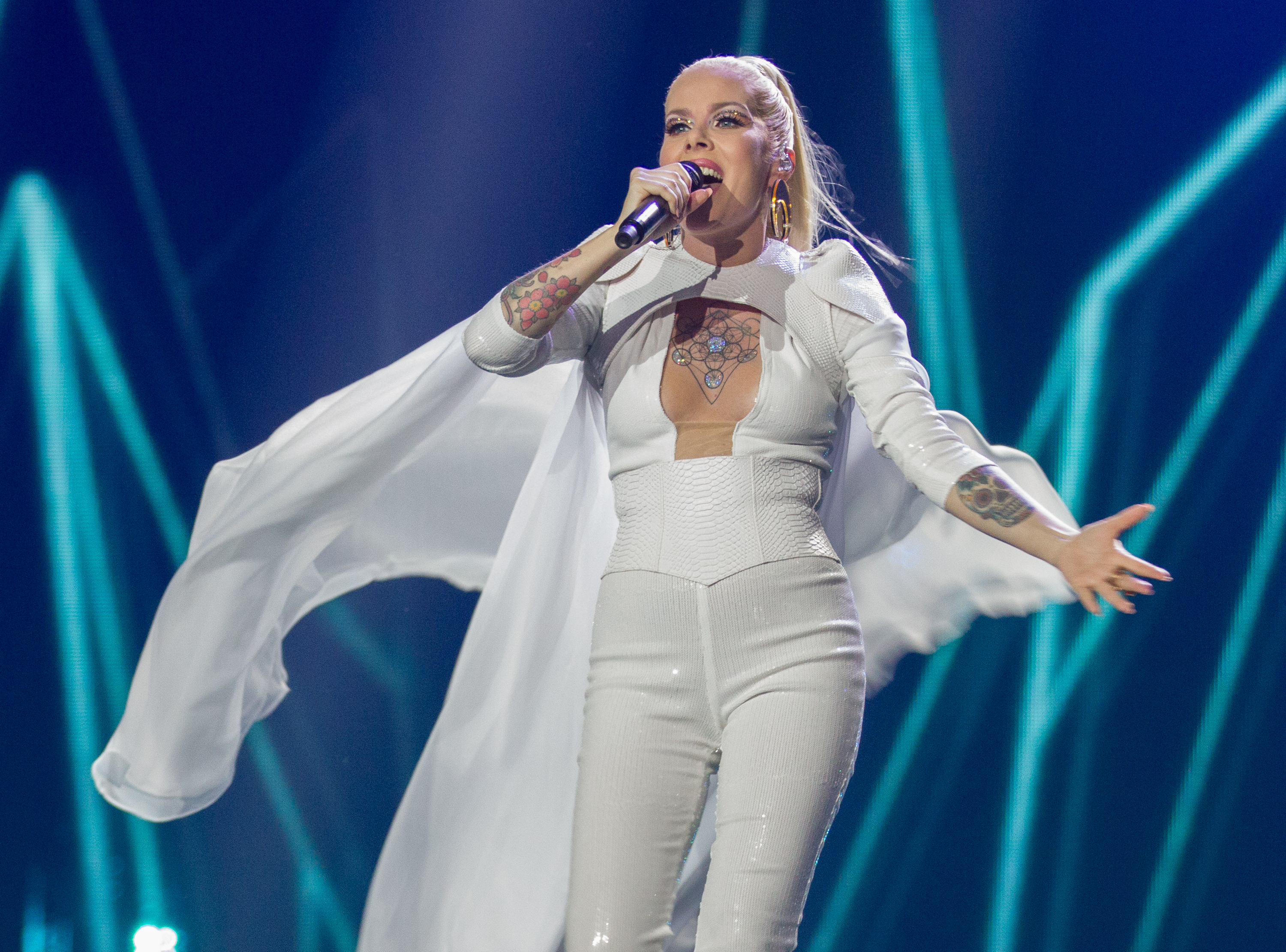
Svala tijdens de repetities voor de eerste halve finale.

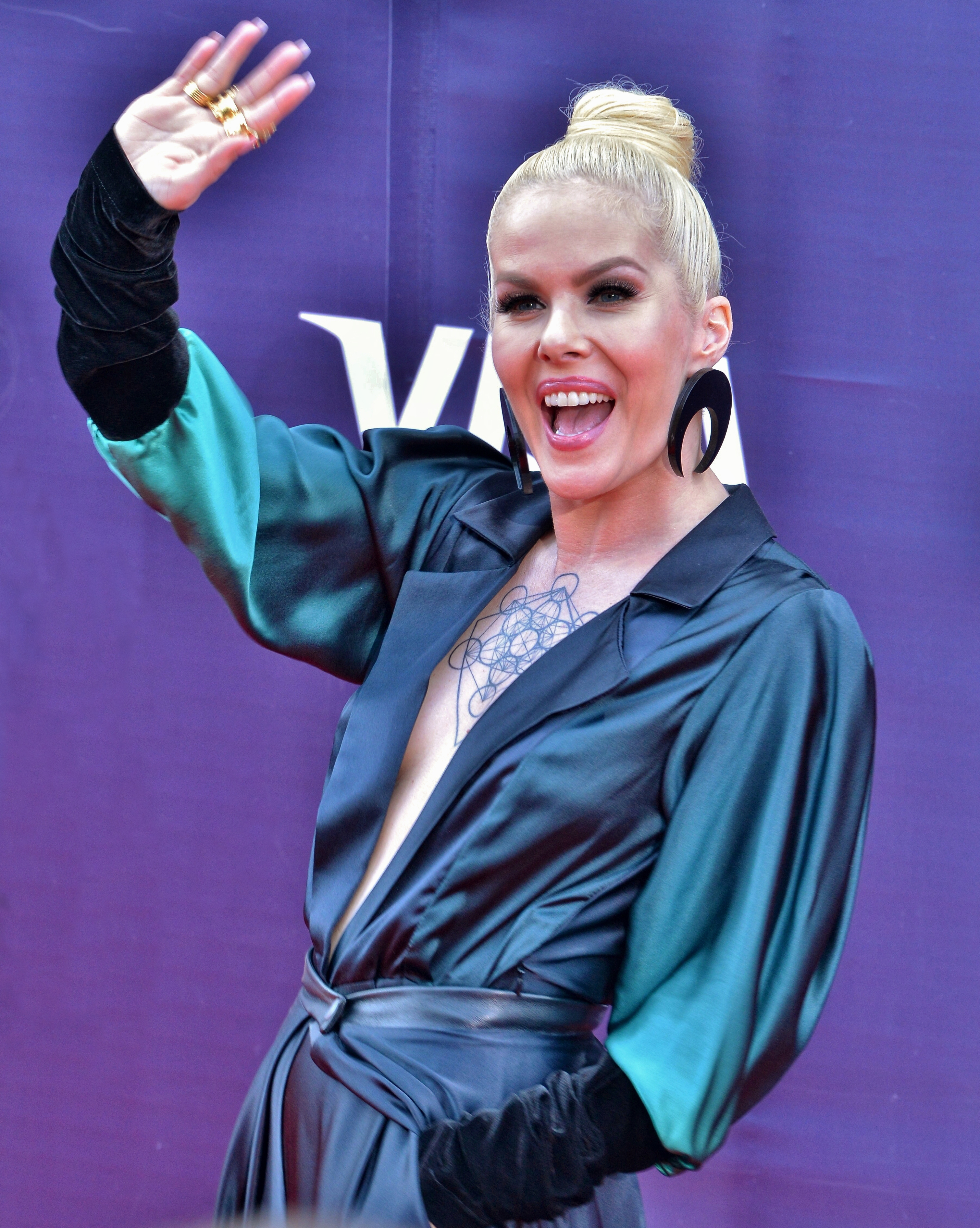
Svala op de rode loper tijdens de openingsceremonie.

IJsland nam in 2017 is het de 30e keer deel IJsland aan het Eurovisiesongfestival. IJsland haalde na zeven keer op rij in de finale te hebben gestaan, de afgelopen twee edities de finale niet, ook in 2017 wist het land het tij niet te keren en bleef de inzending in de halve finale steken. 

## Selectieprocedure
Op 20 januari 2017 maakte de IJslandse omroep RUV heeft de 12 kandidaten bekend die meegingen doen aan de nationale voorronde. Er werden twee halve finales georganiseerd, waarin telkens zes artiesten het tegen elkaar opnamen. De televoters mochten telkens autonoom beslissen welke de drie artiesten waren die door mochten naar de finale. In de grote finale traden aldus zes artiesten aan. Zowel vakjury als publiek bepaalden eerst wie de twee superfinalisten waren. In de halve finales zongen de artiesten verplicht in de IJslandse taal. In de finale is er de keuze om de Engelse versie ten gehore te brengen, waar alle 7 finalisten ook voor gekozen hebben. Måns Zelmerlöw verzorgde een optreden in de IJslandse finale.
Söngvakeppnin 2017 werd uiteindelijk gewonnen door zangeres Svala Björgvinsdóttir met het lied “Paper”. In de superfinale versloeg Svala Daði Freyr Pétursson met “Is This Love?”. De tekst van het nummer werd verzorgd door Svala Bjorgvinsdottiren Lily Elise voor de muziek waren Svala Bjorgvinsdottir, Einar Egilsson, Lester Mendez en Lily Elise verantwoordelijk.
Svala brak in 2001 in IJsland door met het lied The Real Me. De zangeres was in 2015 één van de vier juryleden van The Voice. Haar vader, Bo Halldorsson, nam in 1995 deel aan het Eurovisiesongfestival.

## In Kiev
IJsland trad aan in de eerste halve finale, op dinsdag 9 mei 2018. Svala was als dertiende van achttien artiesten aan de beurt, net na Sun Stroke Project uit Moldavië en gevolgd door Martina Bárta uit Tsjechië. IJsland eindigde uiteindelijk op de vijftiende plek met 16 punten. Bij de jury's werd een 15de plaats behaald en bij de televoters een veertiende. Vanuit Letland ontving de inzending 8 punten, wat de hoogste score was die een land de inzending toebedeeld had. Het was de derde keer op een rij dat IJsland de finale niet haalde.